# トーマス・フォーリー
トーマス・スティーヴン・フォーリー（英語: Thomas Stephen Foley, 1929年3月6日 - 2013年10月18日 ）は、アメリカ合衆国の政治家。ワシントン州選出連邦下院議員、連邦下院議長、駐日アメリカ合衆国大使を歴任した。

## 経歴
1929年3月26日にワシントン州スポケーンに出生する。シアトルの名門ワシントン大学へ進学し学士号と法務博士号を取得、弁護士、州の司法次官を経て1964年に民主党から連邦下院議員に当選。以来30年間当選を重ねる。1989年第57代下院議長に就任。1994年に民主党大敗のあおりを受けて落選。現職下院議長の落選は、1862年にガルーシャ・A・クロウが落選して132年振りであった。
選挙区であるワシントン州は日本との関係が深く、フォーリー自身も親日派として日本との交流に熱心であった。この点が評価されて1996年に勲一等旭日桐花大綬章に叙され、1997年にはウォルター・モンデールの後任として駐日大使に起用された。在任末期にえひめ丸事故が発生し、その処理に奔走した。
着任の翌年より、駐日アメリカ合衆国大使館の敷地の賃貸料の未納を引き起こし、以後彼の在任期間中には敷地の賃貸料は未払いのまま任期を終えた。
2013年10月18日、ワシントンの自宅で死去。満84歳没。

## 逸話
柔道を趣味のひとつとし、そこから派生したブラジリアン柔術も学んだ。大使館の地下には畳がしかれ、大使用の柔術着も置かれていたという。初期に「野蛮・残酷」と批判された総合格闘技（MMA）というスポーツにも理解を示し、米国大使として駐日中だった、1999年に日本で開催されたUFC 23大会ではヘビー級王座決定戦に勝利したケビン・ランデルマンのベルトを巻く役を務めた。